# Делфтский технический университет

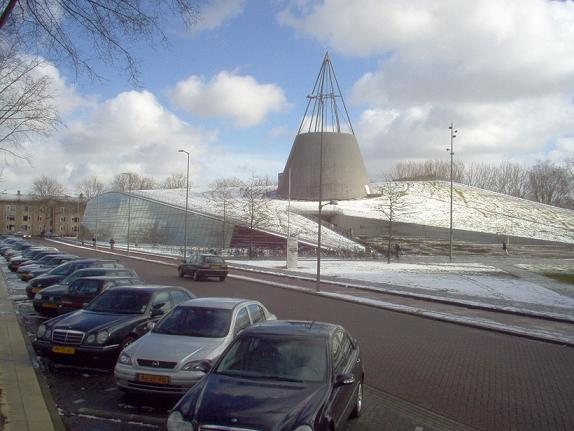
Засаженная травой крыша библиотеки под снегом

Делфтский технический университет (нидерл. Technische Universiteit Delft)
в Делфте, Нидерланды — старейший (основан в 1842 году) и крупнейший технический университет в
Нидерландах, насчитывающий более 16 000 студентов и 2600 научных сотрудников (включая 200 профессоров). Входит в объединение IDEA League (ассоциация пяти технических вузов Европы).

## Факультеты
Университет состоит из восьми факультетов:
- Архитектуры[англ.] (нидерл. Bouwkunde; англ. Architecture and the Built Environment)
- Аэрокосмической техники[англ.] (Luchtvaart- en Ruimtevaarttechniek; Aerospace Engineering)
- Гражданского строительства и геонаук (Civiele Techniek en Geowetenschappen; Civil Engineering and Geosciences)
- Машиностроения (Mechanical Engineering; Mechanical Engineering)
- Прикладных наук (Technische Natuurwetenschappen; Applied Sciences)
- Промышленного проектирования[англ.] (Industrieel Ontwerpen; Industrial Design Engineering)
- Технологии, политики и управления[англ.] (Techniek, Bestuur en Management; Technology, Policy and Management)
- Электротехники, математики и информатики (Elektrotechniek, Wiskunde en Informatica; Electrical Engineering, Mathematics and Computer Science)